# Toddla T
Toddla T (настоящее имя Томас Макензи Белл; род. 22 февраля 1985, Шеффилд, Англия) — британский электронный музыкант, диджей и музыкальный продюсер.

## Биография
Toddla T вырос в Шеффилде, начал карьеру диджея в возрасте 14 лет в клубах и барах Шеффилда и в возрасте 16 лет оставил школу, чтобы проводить больше времени в музыкальной индустрии. Его сценическое имя было дано ему от ранних представителей диджеев Шеффилда, которые и повлияли на него и был псевдоним был использован для обозначения своей относительной молодости. Бэл регулярно гастролирует по всему миру и в настоящее время проживает в Квинс Парк в Лондоне, где он разделяет эфир BBC Radio 1 с ведущей Энни Мак.

## Карьера
Первый альбом Toddla T — «Skanky Skanky» был выпущен на лейбле 1965 Records в мае 2009 года и включает в себя произведения жанра хип-хоп, электро, гараж и дэнс холл. Помощь в создании альбома оказали MC Serocee и Mr. Versalile. Альбом вызвал положительные отклики, что послужило дальнейшему сотрудничеству с Мэттом Хелдерсом из Arctic Monkeys, Бенджамином Софонии, Roots Manuva, Tinchy Stryder, Джо Годдардом и Herve. Позже он создаёт специальный микс — релиз из серии Fabriclive лейбла Fabric и носит название «Fabriclive 47: Toddla T». Toddla T в настоящее время работает диджеем на всей территории Великобритании, Европы и Северной Америки и является резидентом лейбла Fabric. У него были регулярные выступления на BBC Radio 1 под названием «In New DJs We Trust». Позже Toddla T принимает участие в записи релизов различных артистов, таких как Jammer, Trojan Sound System, Lady Chann и Tinchy Stryder. В 2010 году он подписал контракт с лейблом Ninja Tune и Том приступает к работе над своим следующим альбомом под названием «Watch Me Dance».

«Я искал новый контракт для записи следующего альбома и мест для покупок. У меня имеются отношения с Ninja Tune, потому что я работал с этим лейблом раньше для помощи в записи материала Roots’у Manuva … Когда они узнали, что я ищу лейбл для записи нового альбома, они пригласили меня, мы встретились, и он показался мне действительно правильным. Они просто очень хорошие люди. Это показалось круто — слава, отличная электроника и моему менеджеру, который мне всегда помогает, по духу данная студия.»— Том Бэл, Clash Music
В декабре 2011 года BBC объявила, что Toddla T будет вести еженедельную передачу на BBC Radio 1. В 2012 году Toddla T выпускает ремиксованную версию альбома «Watch Me Dance: Agitated», за обработку которого принялись легенды андерграунд сцены Шеффилда Росс Ортон и DJ Pipes.

## Дискография

##### Альбомы
| Название релиза          | Лейбл        | Год выпуска |
| ------------------------ | ------------ | ----------- |
| Skanky Skanky            | 1965 Records | 2009        |
| Watch Me Dance           | Ninja Tune   | 2011        |
| Watch Me Dance: Agitated | Ninja Tune   | 2012        |

##### Синглы
| Название релиза      | Лейбл        | Год выпуска |
| -------------------- | ------------ | ----------- |
| Do U Know            | 1965 Records | 2008        |
| Manabadman           | 1965 Records | 2008        |
| Soundtape Killin     | 1965 Records | 2008        |
| Shake It             | 1965 Records | 2009        |
| Skanky Remixes Vol 1 | Girls Music  | 2009        |
| Sky Surfing          | Ninja Tune   | 2010        |
| Watch Me Dance       | Ninja Tune   | 2011        |
| Streets So Warm      | Ninja Tune   | 2011        |
| Cherry Picking       | Ninja Tune   | 2011        |
| Take It Back         | Ninja Tune   | 2011        |
| My God               | TSS Records  | 2012        |
| Alive                | Ninja Tune   | 2012        |

##### Миксы
| Название релиза         | Лейбл           | Год выпуска |
| ----------------------- | --------------- | ----------- |
| Fabriclive 47: Toddla T | Fabric (London) | 2009        |